# Anagyrus aciculatus
Anagyrus aciculatus är en stekelart som först beskrevs av Blanchard 1940.  Anagyrus aciculatus ingår i släktet Anagyrus och familjen sköldlussteklar. Inga underarter finns listade i Catalogue of Life.